# Juan José Omella
Juan José Omella là một Hồng y người Tây Ban Nha của Giáo hội Công giáo Rôma. Ông hiện là Tổng giám mục Tổng giáo phận Barcelona, Tây Ban Nha.

## Tiểu sử
Hồng y Juan José Omella sinh tại Cretas vào ngày 21 tháng 4 năm 1946. Thời niên thiếu, cậu bé Omella đã có chí hướng tu tập, vì thế, cậu đã được gia đình cho theo học và hoàn thành việc học hai phân môn là triết học và thần học tại chủng viện Zaragoza và tại trung tâm đào tạo linh mục của Hội Truyền giáo Phi Châu White Fathers ở Leuven và Jerusalem. Sau khi đủ điều kiện được thụ phong, phó tế Omella được thụ phong linh mục vào ngày 20 tháng 9 năm 1970, khi ấy chỉ mới 23 tuổi.
Trong khoảng thời gian sau khi được phong chức, linh mục trẻ Omella thăng tiến trong các nhiệm vụ trong giáo phận: từ làm linh mục phó xứ, dần lên chánh xứ và được chọn làm Linh mục tổng đại diện giáo phận Zaragoza. Linh mục Omella cũng đến truyền giáo ở Zaire. Ngày 15 tháng 7 năm 1996, Giáo hoàng Gioan Phaolô II bổ nhiệm linh mục Omella, hiện đang là linh mục Tổng đại diện Tổng giáo phận Zaragoza, làm giám mục phụ tá giáo phận này. Lễ Tấn phong cho Tân giám mục Omella được cử hành không lâu sau đó vào ngày 22 tháng 9, Chủ phong cho Tân giám mục là Tổng giám mục Tổng giáo phận Zaragoza Elías Yanes Alvarez, hai giám mục phụ phong là Joaquín Carmelo Borobia Isasa, giám mục chính tòa Giáo phận Tarazona và Giám mục Jose Maria Conget Arizaleta, giám mục chính tòa Giáo phận Jaca.
Ba năm sau, ngày 29 tháng 10 năm 1999, Tòa Thánh công bố việc thuyên chuyển giám mục Omella, theo đó, ông được bổ nhiệm làm giám mục chính tòa của giáo phận Barbastro-Monzón. Giám mục Omella còn đảm nhận nhiều trọng trách khác: Từ ngày 24 tháng 8 năm 2001 đến ngày 19 tháng 12 năm 2003, ông kiêm nhiệm thêm chức vụ Giám quản Tông Tòa Giáo phận Huesca và từ ngày 19 tháng 10 năm 2001 đến ngày 21 tháng 12 năm 2003, kiêm nhiệm Giám quản Tông Tòa Giáo phận Jaca.
Ngày 8 tháng 4 năm 2004, Tòa Thánh tiếp tục thuyên chuyển giám mục Omella, lần này, ông được bổ nhiệm làm giám mục giáo phận Calahorra và La Calzada-Logrorio.
Sau khi lên ngôi giáo hoàng, ngày 6 tháng 11 năm 2015, Giáo hoàng Phanxicô quyết định bổ nhiệm ông làm thành viên của Thánh bộ Giám mục. Ngày 26 tháng 12 cùng năm, ông được chọn trở thành Tổng giám mục đô thành Tổng giáo phận Barcelona.
Trong Hội đồng giám mục Tây Ban Nha, Tổng giám mục Omella còn là thành viên của Ủy ban mục vụ xã hội cho đến năm 1996, và giữ chức chủ tịch ủy ban này từ năm 2002 đến năm 2008, và từ  2014 đến năm 2017. Ngoài ra, ông còn là thành viên của Ủy ban Mục vụ, và Ủy ban Tông Đồ Giáo Dân.
Từ ngày 14 tháng 3 năm 2017 đến nay, ông là thành viên của Ban chấp hành Liên Hội đồng Giám mục Âu Châu.
Ngày 28 tháng 6 năm 2017, Giáo hoàng vinh thăng tước Hồng y cho Tổng giám mục Omella.

## Hình ảnh khác

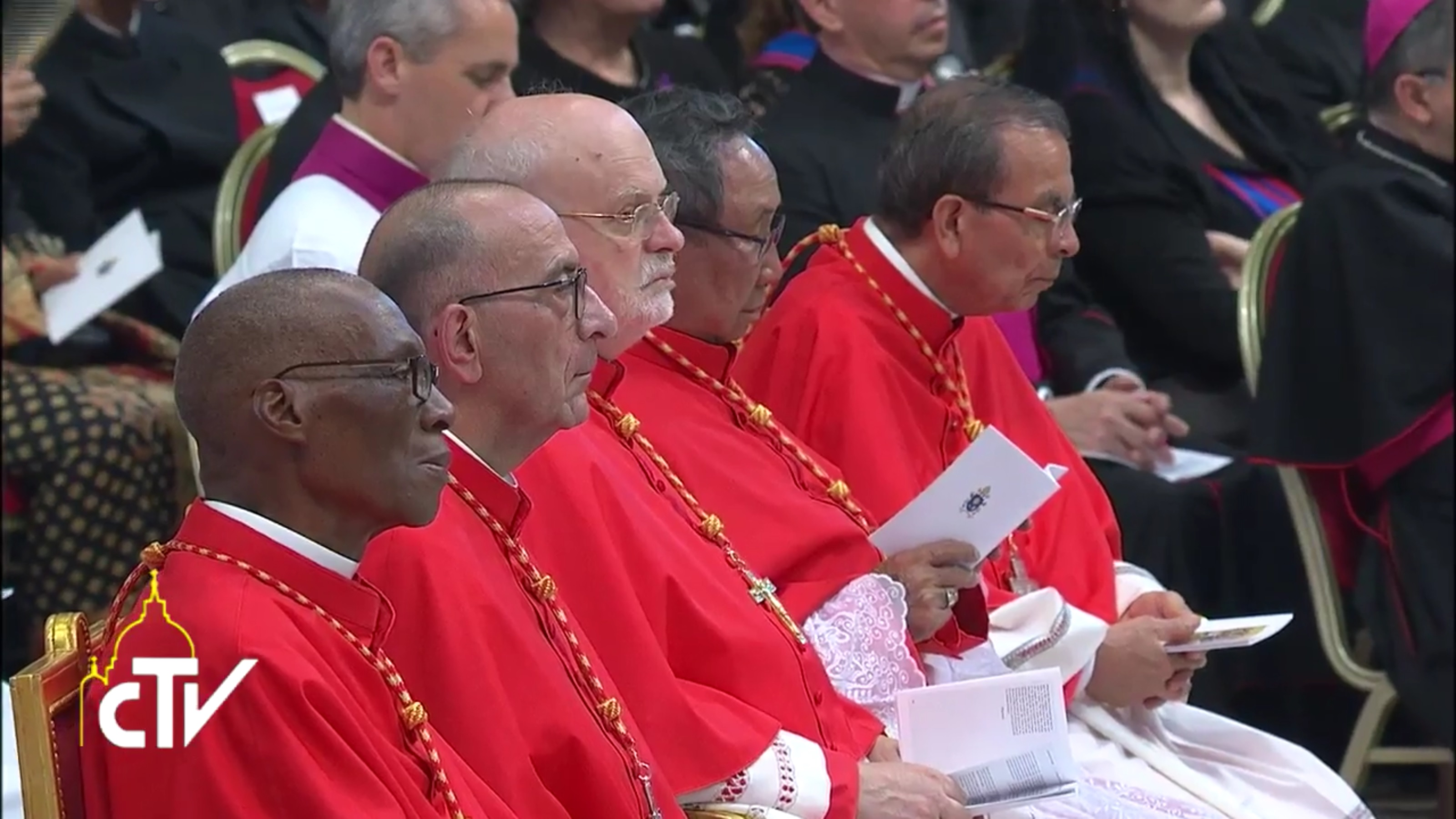
5 Tân Hồng y trong công nghị ngày 28 tháng 6 năm 2017. HY Omella thứ hai từ trái sang